# M390
 (mai 2021).
Le M390 est un acier inoxydable créé par Böhler-Uddeholm.

## Histoire
Le M390 est créé en 1989 par Böhler-Uddeholm comme une évolution inoxydable d'un autre de ses aciers. Sa première vocation est de servir de moule dans l'industrie plastique. À partir des années 2000, il est utilisé en coutellerie pour réaliser des lames haut de gamme.
Des aciers identiques au M390 sont également fabriqués par d'autres aciéries. On trouve notamment le CPM-20CV de Crucible Industries et le CTS-204P de Carpenter.
Le M390 peut atteindre une dureté Rockwell de 64 HRC et possède une excellente résistance à la corrosion.

## Métallurgie
Le M390 est issu de la métallurgie des poudres.
En plus du fer, sa composition chimique est la suivante :
- C : 1,45 %
- Cr : 14,00 %
- V : 4,00 %
- Mo : 1,00 %
- Si : 0,70 %
- W : 0,60 %
- Mn : 0,30 %